# Spross

Wurzel und Spross einer Kartoffelpflanze mit Sprossknollen

Als Spross (Plural Sprosse oder Sprossen) bezeichnet man den aus Sprossachse und Blättern bestehenden, meist oberirdisch wachsenden, Teil des Kormus höher entwickelter Pflanzen. Häufig wird als Spross jedoch auch nur die Sprossachse exklusive der Blätter bezeichnet. Der direkt über dem Boden befindliche Abschnitt ist der „Sprossgrund“. Zuweilen wird neuer Zuwachs als Jungspross oder Jungtrieb bezeichnet.
Blüten sind eine Sonderform des Sprosses bei der die Sprossachse nur ein begrenztes Wachstum aufweist und mit eng stehenden Blütenblättern besetzt ist.
Auch die Sämlinge mancher Gemüsearten werden als Sprossen bezeichnet (siehe Sprossengemüse). Sie werden wegen ihres Reichtums an Vitaminen und Enzymen gegessen.
Abwandlungen der Sprossachse zur Erfüllung bestimmter Funktionen werden als Sprossmetamorphose bezeichnet (bspw. Sprossknollen, Rhizome, Sprossranken).

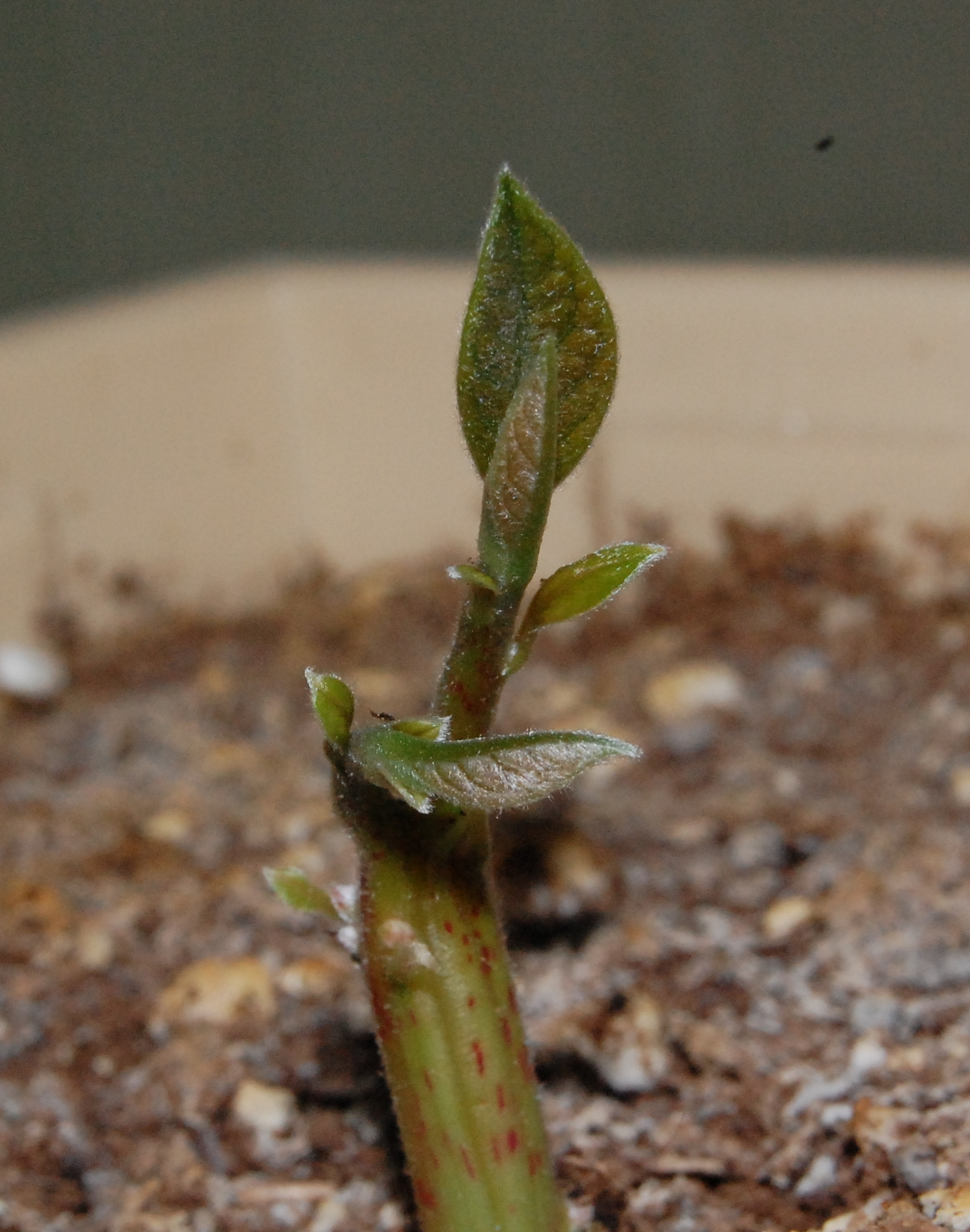
Jungspross der Avocado